# 文德爾鎮區 (堪薩斯州托馬斯縣)
文德爾鎮區（英語：Wendell Township）為美國堪薩斯州托馬斯縣轄下的鎮區。2010年美国人口普查中該鎮區人口有57人。

## 地理
文德爾鎮區涵蓋總面積為183.52平方（70.86平方英里），其中183.49平方（70.85平方英里）為陸地，0.03平方（0.012平方英里）或0.02%為水域。海拔高度916（3,005英尺）。

## 人口統計
根據2010年美國人口普查，文德爾鎮區人口有57人，住房27戶，人口密度為0.31人/每平方公里。此鎮區居民之種族中，白人有57人，非裔美國人有0人，美洲原住民有0人，亞裔美國人有0人，太平洋島裔美國人有0人，其他種族有0人，混血種族則有0人。此外此鎮區有1人為西班牙裔或拉丁裔美國人。